# The Furies (film 1930)
The Furies è un film del 1930 diretto da Alan Crosland. La sceneggiatura e i dialoghi di Forrest Halsey si basano sull'omonimo lavoro teatrale di Zoë Akins, andato in scena a Broadway il 7 marzo 1928.

## Produzione
Il film, prodotto dalla First National Pictures, fu prodotto usando per il sonoro il sistema Vitaphone (Western Electric Sound System).

## Distribuzione
Il copyright del film, richiesto dalla First National Pictures, Inc., fu registrato il 19 marzo 1930 con il numero LP1159.
Distribuito dalla Warner Bros., il film uscì nelle sale cinematografiche statunitensi il 16 marzo 1930. In Irlanda, il film uscì il 29 agosto 1930.